# Liste der Naturdenkmäler in Warendorf
Die Liste der Naturdenkmäler in Warendorf nennt die Naturdenkmäler in Warendorf im Kreis Warendorf in Nordrhein-Westfalen.

## Naturdenkmäler
| Nummer                            | Bezeichnung                    | Lage | Bemerkung                                                                                  | Bild |
| --------------------------------- | ------------------------------ | --- | ------------------------------------------------------------------------------------------ | ---- |
|                                   | Linden                         | Warendorf, Ecke Sassenberger Straße/An der Kreuzbrede (51° 57′ 25,1″ N, 8° 0′ 28,4″ O)                                    |                                                                                            |      |
|                                   | Lindenaltbaumbestand Promenade | Warendorf, Am Stadtgraben und Emspromenade (51° 57′ 1,8″ N, 7° 59′ 11,6″ O)                                               |                                                                                            |      |
|                                   | Platane                        | Warendorf, Am Stadtgraben, Freckenhorster Wall (51° 57′ 2,7″ N, 7° 59′ 12,3″ O)                                           |                                                                                            |      |
|                                   | Eibe                           | Warendorf, Am Stadtgraben (51° 57′ 8,1″ N, 7° 59′ 8,7″ O)                                                                 |                                                                                            |      |
|                                   | Blutbuche                      | Warendorf, Sassenberger Straße (51° 57′ 18,3″ N, 7° 59′ 39,2″ O)                                                          |                                                                                            |      |
| LP „Östliche Emsaue/Beelen“ 2.6.1 | Eiche (Quercus robur)          | am Ostrand des Hofes „Everwand“ ()                                                                                        | Stammdurchmesser ca. 2,3 m, Kronendurchmesser ca. 27 m                                     |      |
| LP „Östliche Emsaue/Beelen“ 2.6.2 | 2 Eichen                       | Dackmar, nördlich des Jungferngrabens am Tatenhauser Weg ()                                                               | Stammdurchmesser ca. 0,9 – 1,1 m, Kronendurchmesser beider Eichen zusammen ca. 26–31 m     |      |
| LP „Östliche Emsaue/Beelen“ 2.6.3 | 2 Stieleichen (Quercus robur)  | Vohren, an einem Wirtschaftsweg östlich des Hofes „Leve“ südlich der B 64 ()                                              | Stammdurchmesser ca. 1 m, Kronendurchmesser ca. 25 m, Abstand der Bäume zueinander ca. 1 m |      |
| LP „Östliche Emsaue/Beelen“ 2.6.4 | Buche (Fagus sylvatica)        | am Waldrand nordwestlich des Golfplatzes in den Emsdünen ()                                                               | Stammdurchmesser ca. 1 m, Kronendurchmesser ca. 19 m                                       |      |
| LP „Östliche Emsaue/Beelen“ 2.6.5 | Eiche (Quercus robur)          | Vohren, in der Feldflur nordwestlich Beelen, westlich des Hofes „Vechtel“ ()                                              | Stammdurchmesser 0,90 m, Kronendurchmesser ca. 20 m                                        |      |
| LP „Warendorf-Milte“ 2.6.1        | Eiben                          | Milte, westlich eines Forstweges im Vinnenberger Busch ()                                                                 | zwei große Eiben im Unterwuchs des Vinnenberger Buschs                                     |      |
| LP „Warendorf-Milte“ 2.6.2        | Linde                          | Milte, im Hof des Gasthauses am Kloster Vinnenberg (52° 1′ 37,8″ N, 7° 57′ 59,5″ O)                                       |                                                                                            |      |
| LP „Warendorf-Milte“ 2.6.3        | Eiche                          | Milte, an der Spitze eines Feldgehölzes in der Hörster Heide ()                                                           | Stammumfang ca. 4 m                                                                        |      |
| LP „Warendorf-Milte“ 2.6.4        | Linde                          | Milte, an einer Wegeeinmündung am Rande des Baggersees in der Hörster Heide (52° 0′ 35,9″ N, 7° 54′ 17,4″ O)              | Stammumfang ca. 2 m                                                                        |      |
| LP „Warendorf-Milte“ 2.6.5        | Linde                          | Milte, an einem Bildstock am Ostmilter Esch ()                                                                            |                                                                                            |      |
| LP „Warendorf-Milte“ 2.6.6        | Buche                          | Velsen, am Rande des Landschaftsschutzgebietes Hesseltal an einer traditionellen Wegeverbindung oberhalb der Auenkante () | großkronigen Buche, Stammumfang ca. 5 m                                                    |      |
| LP „Warendorf-Milte“ 2.6.7        | Baumgruppe                     | Einen (Bartholomäusstraße), an einem Bildstock an einer markanten T-Kreuzung oberhalb der Auenkante der Ems ()            | Baumgruppe aus zehn Bäumen (Eiche, Ahorn und Buche, mittlere Stammumfänge betragen 2 m)    |      |
| LP „Warendorf-Milte“ 2.6.8        | Buche                          | an einer Wegegabelung gegenüber dem alten Friedhof von Einen ()                                                           | alte Rotbuche (Stammumfang ca. 4 m) mit geteiltem Stamm und wirteligem Wuchs               |      |
| LP „Warendorf-Milte“ 3.6.9        | 2 Eichen                       | Einen, inmitten der traditionellen Ackerflur Staver ()                                                                    | Stammumfänge von 2,5 m bzw. 3,5 m                                                          |      |
| LP „Warendorf-Milte“ 2.6.10       | Buche                          | Velsen, südlich Hof Achtermann ()                                                                                         | Stammumfang ca. 4 m                                                                        |      |
| LP „Warendorf-Milte“ 2.6.11       | Eiche                          | Warendorf, am Ortsteinbach nordöstlich der Bundeswehrsportschule ()                                                       | Stammumfang ca. 3 m                                                                        |      |
| LP „Warendorf-Milte“ 2.6.12       | Eiche                          | östlich von Müssingen an einer Weggabelung ()                                                                             | Stammumfang ca. 4 m                                                                        |      |
| LP „Warendorf-Milte“ 2.6.13       | Buche                          | Velsen, an einem alten Weg zwischen den Höfen Lippermann und Dahlmann knapp oberhalb der nördlichen Emsauenkante ()       | Stammumfang von ca. 3,5 m                                                                  |      |
| LP „Warendorf-Milte“ 2.6.14       | Eiche                          | Warendorf, an einer alten Wegegabelung am alten Münsterweg östlich Kottrupps See ()                                       | Stammumfang ca. 2,5 m                                                                      |      |
| LP „Warendorf-Milte“ 2.6.15       | Eiche                          | Warendorf, am Hagengraben östlich der Bundeswehrschule ()                                                                 | Stammumfang ca. 3 m                                                                        |      |
| LP „Warendorf-Milte“ 2.6.16       | Emsaltwasser                   | im Stadtpark Warendorf (51° 57′ 21,5″ N, 8° 0′ 34,3″ O)                                                                   |                                                                                            |      |
| LP „Warendorf-Milte“ 2.6.17       | Schwarzpappel                  | auf dem Lohwall in Warendorf an der Teufelsbrücke ()                                                                      | Stammumfang ca. 6,0 m                                                                      |      |